# Riva (banda)
Riva foi uma banda pop jugoslava, mais precisamente da República Federal da Croácia popular naquele país no final dos anos 80. 

## Membros
- Emilia Kokić (vocalista)
- Zvonimir Zrilić
- Nenad Nakić
- Dalibor Musap
- Boško Colić

## História
O grupo iniciou a sua carreira no Zagrebfest em 1988. A sua canção "Rock me" venceu o Festival Eurovisão da Canção 1989. A canção em si, nada de trouxe de novo à competição, com um tema como uma sonoridade e uma letra vulgar. A letra é muito pobre, a vocalista repete imensas vezes "Rock me, baby"
Há quem diga que foi uma vitória puramente política. Naquela altura 6 de maio de (1989) ainda não tinha caído o Muro de Berlim (só caiu em novembro) e a Jugoslávia naquela altura era considerado na Europa Ocidental como o mais "democrata" dos países de leste. Mesmo na Europa, esta vitória foi uma enorme surpresa, porque a canção não tem nada de especial para vencer. Terry Wogan (comentador da BBC) considerou esta vitória mesmo como a "morte do festival". 
Além disso, a banda só publicou mais um disco em 1990 "Srce laneta" e desapareceu em 1991  sem registo de nota, a não ser esta vitória inesperada naquela competição.